# سيزار سالازار
سيزار سالازار (بالإسبانية: César Salazar)‏ هو لاعب إسكواش مكسيكي، ولد في 3 يناير 1988 في مدينة سان لويس بوتوسي في المكسيك.

## وصلات خارجية
- سيزار سالازار على موقع الاتحاد الدولي لمحترفي الاسكواش (مؤرشف) (الإنجليزية)
- سيزار سالازار على موقع SquashInfo.com (الإنجليزية)